# فدریکو بسون

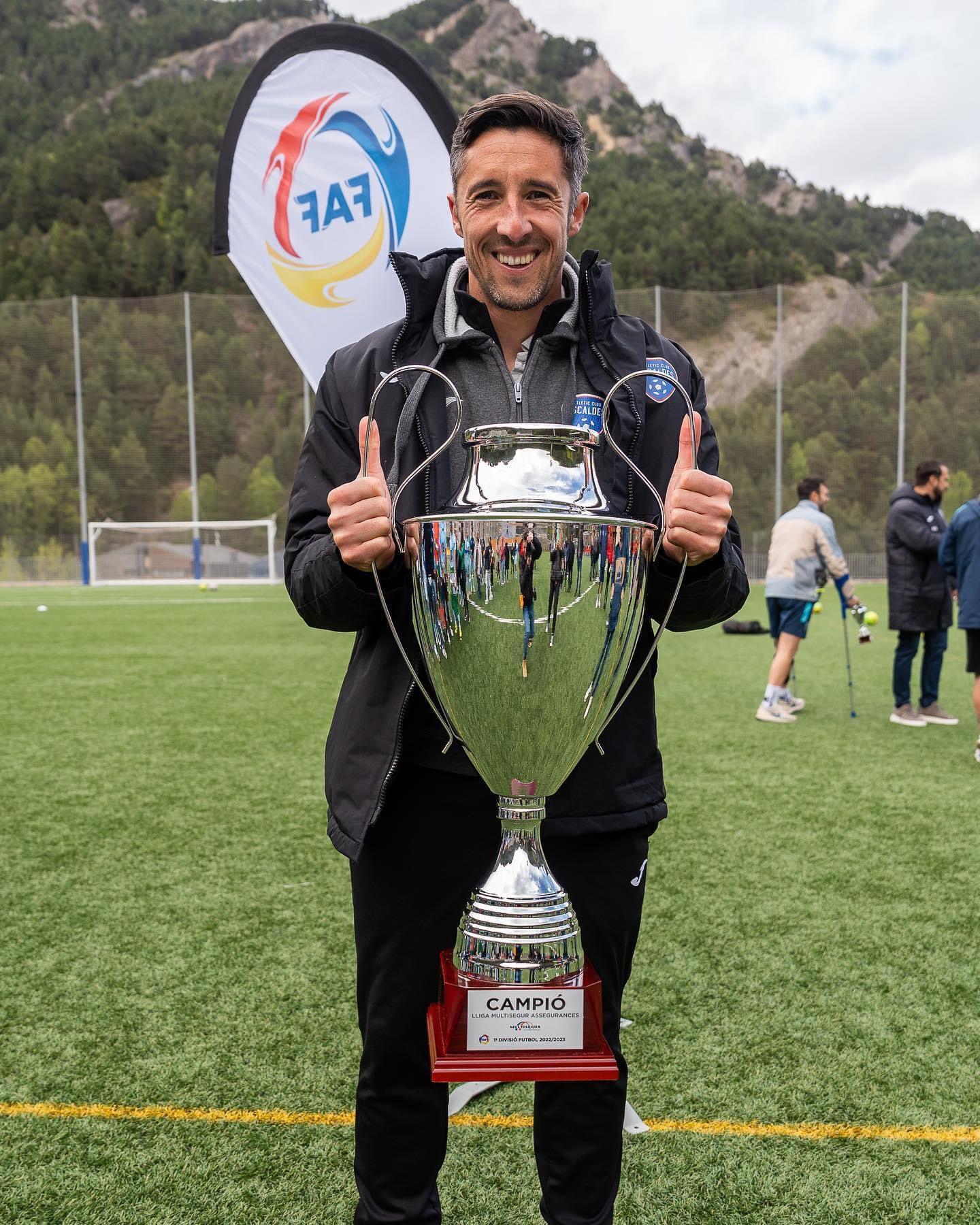
فدریکو بسون، بازیکن فوتبال اهل آرژانتین - ۲۰۲۳

فدریکو بسون (Federico Bessone) بازیکن فوتبال اهل آرژانتین است.
او سابقاً بازیکن باشگاه اسپورتینگ کانزاس سیتی بوده است.